# Provinciaal gedenkteken (Drenthe)
Het Provinciaal gedenkteken van Drenthe is een monument ter herinnering aan de slachtoffers van de Tweede Wereldoorlog.

## Beschrijving
Het monument bestaat uit een bronzen beeld van een knielende vrouwenfiguur, met erepalm, geplaatst op een sokkel van Frans kalksteen. In de sokkel de tekst: 

1940-1945
Prov. Drenthe

 Het monument werd gemaakt door Willem Valk en is geplaatst op de Brink in Assen tussen de voormalige Kloosterkerk (onderdeel van het Drents Museum) en het Huis van Bewaring. De onthulling vond plaats op 21 juni 1951.
De palmtak van de vrouw wijst naar het Huis van Bewaring, waar tijdens de oorlog veel verzetsstrijders werden vastgehouden. Bij de herinrichting van de Brink in 2016-2017 is het monument een aantal meters verplaatst, in de richting van het Huis.
In 2000 werd in de bestrating voor de poort van het Huis van Bewaring een bronzen plaquette aangebracht, ter nagedachtenis aan slachtoffers die vanaf die plek werden weggevoerd.